# Kolumbiai labdarúgó-szövetség
Kolumbiai labdarúgó-szövetség (spanyolul: Federación Colombiana de Futból)

## Történelme
1924-ben alapították. A Nemzetközi Labdarúgó-szövetségnek és a Dél-amerikai Labdarúgó-szövetségnek (CONMEBOL)  1936-tól tagja. Fő feladata a nemzetközi kapcsolatokon kívül, a  Kolumbiai labdarúgó-válogatott férfi és női ágának, a korosztályos válogatottak illetve a nemzeti bajnokság szervezése, irányítása. A működést biztosító bizottságai közül a Játékvezető Bizottság felelős a játékvezetők utánpótlásáért, elméleti (teszt) és cooper (fizikai) képzéséért.